# Xã đặc quyền Sandstone, Michigan
Xã Sandstone (tiếng Anh: Sandstone Township) là một xã thuộc quận Jackson, tiểu bang Michigan, Hoa Kỳ. Năm 2010, dân số của xã này là 3.984 người.